# 12 квартал
12 квартал — південна частина міста Дніпра, вздовж просп. Б. Хмельницького (колишньої вул. Героїв Сталінграду) між вул. Інженерна — Єрмолової — 152-ї дивізії. У більш широкому розумінні — також прилеглі квартали між «Кореєю», Заводом Важких Пресів, Шинним заводом і районом вул. Будівельників — Титова.
До складу кварталу також входе житловий мікрорайон «Будівельник», межі якого на півночі — вулиці Енергетична та Шинна, на сході — вулиця Гладкова, на півдні — вулиця Донська, на заході — вулиця Академіка Янгеля.
З 1950-х років вздовж вулиці Дніпропетровської і Сурсько-Литовського шосе (зараз — це єдиний просп. Хмельницького; у радянські часи, до 1980-х, ці дві магістралі мали певні межі) починається будівництво багатоповерхових житлових будинків для працівників новозбудованих заводів «Пресів» і «Шинного».
Будівництво ведеться ділянками, кварталами. З'являються поняття 2-й, 3-й, 5-й, 11-й, 12-й, 13-й, 14-й квартали і т.п. Іноді мешканці кажуть просто «Квартал». Також, у зв'язку з характером і термінами забудови, зустрічається назва «Старий квартал».
Тобто житловий масив «12 квартал» названо через 12-ий за рахунком квартал (ділянкою) побудови.

## Характер забудови та інфраструктура
Центр мікрорайону розташований біля ПК «Шиннік». Район забудований переважно будинками з 5 поверхів, які зяявились ще в 1950-х. З 2-ї половини 1970-х в районі вул. Гладкова вздовж ЛЕП з'явились 9-типоверхові житлові будинки. На північ — так званий «Старий квартал», переважно 2-поверхові будинки.
На площі перед Палацом культури «Шиннік» (частково на місці фонтану) у 2006-2008 рр. побудовано великий ТЦ «Терра», навколо з 1990-х розташовано ринок «12 квартал». Також торговельні палатки і кіоски розташовані вздовж  пішоходної вул. Інженерна і в районі її перетину вул. Гладкова. По вул. Героїв Сталінграду (тепер — просп.Богдана Хмельницького), в районі перехрестя з вул. Інженерною, розташовані відділення банків і невеликі магазини, також тут в 1990-х роках з'явився перший в Україні магазин "АТБ".

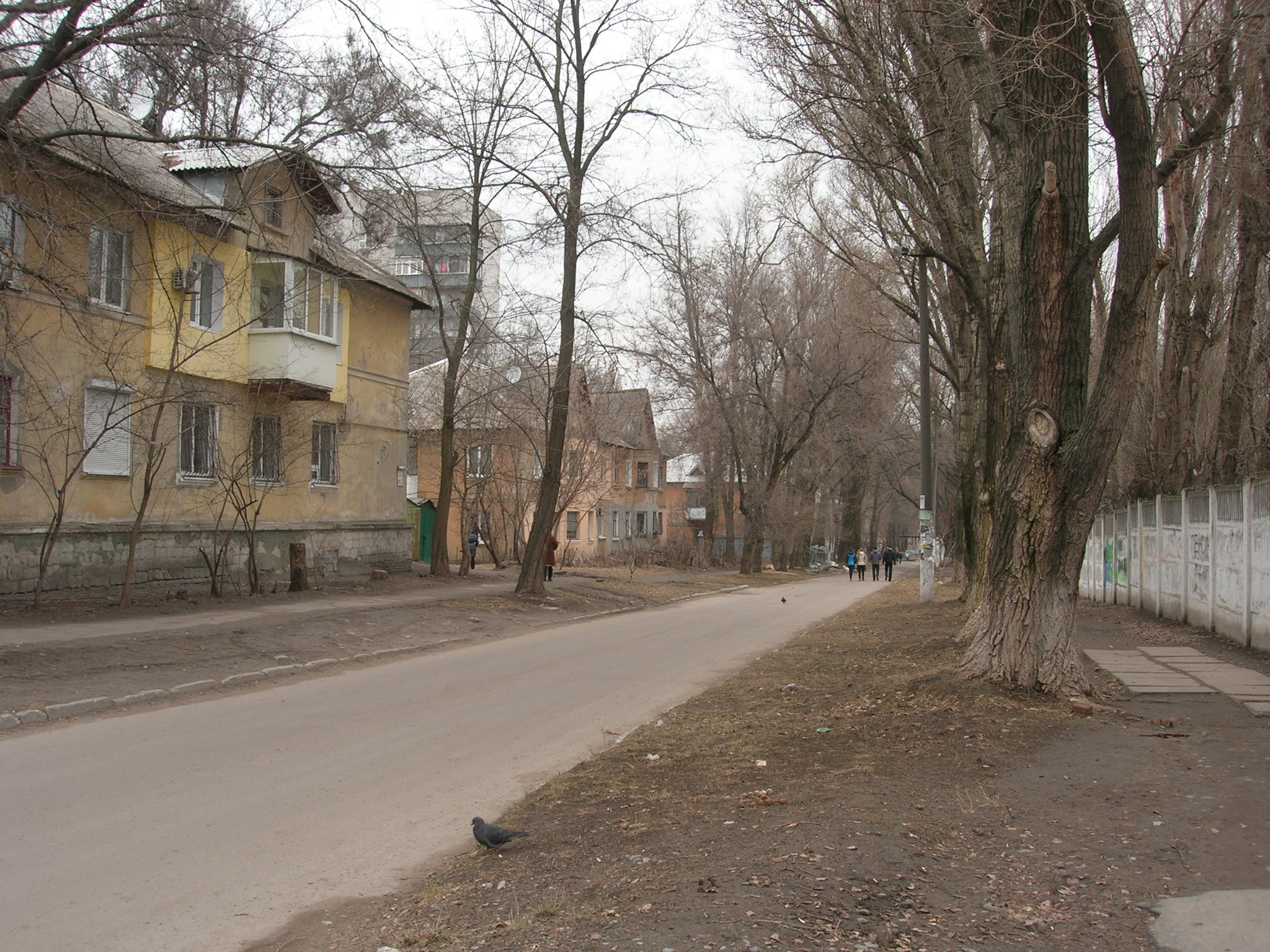
вул.Єрмолової (Дніпропетровськ)
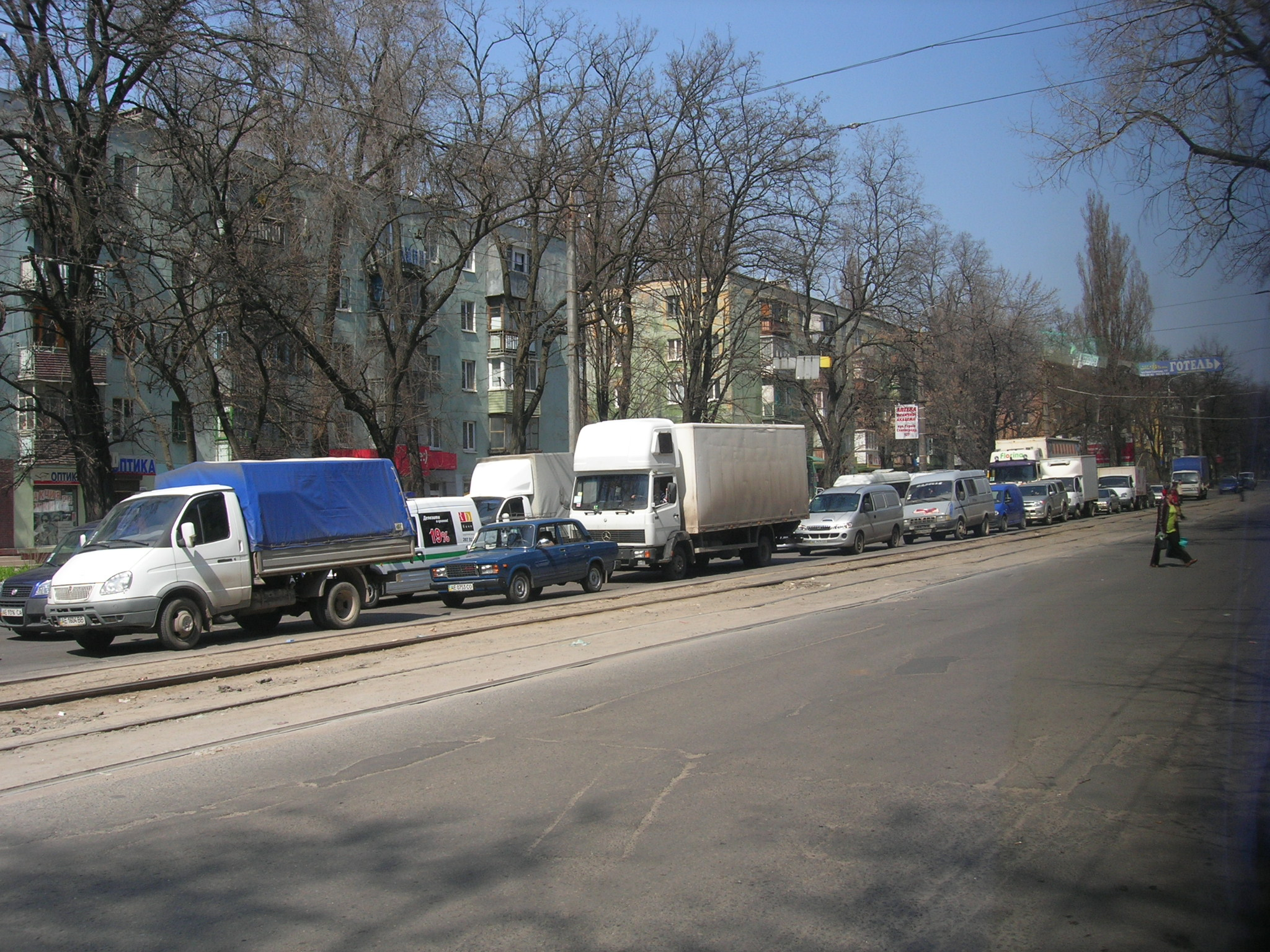
пр.Б.Хмельницького (Дніпропетровськ) в районі 12-го кварталу
Пам'ятник Борису Кротову у Дніпропетровську

По вул. Єрмолової розташовано стадіон для футбольних тренувань (доступ для пересічних відвідувачів обмежено) — колишній стадіон заводу важких пресів.
У районі діють 3 загально-освітні школи і техніко-економічний ліцей (колишня школа № 61), низка дошкільних дитячих закладів, навчально-виробничий центр, корпус Вищого училища фізкультури (колишній спортінтернат).
На вул. Перемоги розташована міська лікарня № 15, по вул. Краснопольській — комунальний медичний заклад № 7 (колишня поліклініка № 2 7-ї міськлікарні).
З 1958 р. 12 квартал зв'язаний з центральною частиною міста (пл. Островського) трамвайним сполученням (маршрут № 12, згодом також № 16). Пізніше з'явились тролейбусні лінії до Жовтневої площі (маршрут № 9 через просп. Гагаріна) та до просп. Пушкіна по просп. Кірова (маршрут № 8). Але останнім часом мешканці цього віддаленого району надають перевагу більш швидкісному виду міського транспорту — маршрутним таксі, які зв'язують 12 квартал з найважливішими районами міста.
Шиннік — центр для микрорайонів: 12-й квартал, Корея (Дніпропетровськ), Краснопілля, Кротова, Мирний.
Головні вулиці:
- проспект Богдана Хмельницького (колишня вул. Героїв Сталінграду)
- вул.Гладкова
- вул.Інженерна
- вул.152-ї Дивізії
- вул.Казакевича
- вул.Козака Мамая (колишня Юних Ленінців)
- вул.Перемоги
- вул.Єрмолової
- вул.Краснопільська
- вул.Бориса Кротова

Із заходу і півдня до житлої забудови примикає промислова зона, через яку проходить залізнична гілка зі станціями Дніпро-Вантажний, Дніпро-Ліски, платформою "Шинна".

## ТЦ «Терра»
Наявна раніше велика площа перед ДК «Шиннік» призначалася для проведення масштабних святкових заходів. З 1986 р. подібні заходи не проводилися, що позначилося на функціональному використанні площі: з початку 90-х років тут почали з'являтися дрібні торгові точки ринку, що виник поруч.
У 2006 році на місці площі і фонтану було завершено будівництво 2-поверхового ТЦ «Терра», більшу частину 1-го поверху в якому займає супермаркет «Varus». Також діють магазини «Comfy», «Єва» та багато інших, а також заклади громадського харчування «Пузата хата» та «KFC».

## Що можна побачити
Культурно-діловий центр «Дніпропрес», ПК «Дніпрошина», ТЦ «Терра», ринок «12 Квартал», стадіон, погруддя героя Великої вітчизняної війни майора Бориса Кротова.